# Rudolf Sühnel
Rudolf Sühnel (* 10. März 1907 in Nottingham; † 21. Januar 2007 in Heidelberg) war ein deutscher Anglist und Professor für englische Philologie an der Universität Heidelberg. 

## Leben
Als Sohn des Kaufmanns Richard Sühnel und seiner Ehefrau Ida Schmelzer besuchte er das Kreuzgymnasium in Dresden. Beim Verlag B. G. Teubner nahm er nach dem Abitur eine Anstellung an. Anschließend folgte ein Studium in Leipzig bei Hermann August Korff und Levin Ludwig Schücking. Im Jahre 1930 ging er nach Heidelberg, um dort sein Studium fortzusetzen. 
Wegen des Ablebens von Friedrich Gundolf legte er seine Promotion in Leipzig ab. Da er die doppelte Staatsbürgerschaft besaß, nahm er in London von 1934 bis 1939 die Stellung eines Lektors wahr. Zu Kriegsbeginn im Jahre 1939 wurde er bei einem Besuch in Dresden zur Wehrmacht eingezogen und kam während des Krieges in sowjetische Gefangenschaft.
In Leipzig war er von 1946 bis 1947 Assistent an der Universität. Danach folgte er dem Ruf des Anglisten Walter F. Schirmer nach Bonn, um von 1947 bis 1955 zuerst als Oberassistent und Privatdozent an der Universität tätig zu werden. Mit der Arbeit Homer und die englische Humanität: Chapmans und Popes Übersetzung im Rahmen der humanistischen Tradition erlangte er 1955 die Habilitation. 
Von 1955 bis 1960 lehrte er an der FU Berlin als außerordentlicher Professor. Im Jahre 1960 nahm er einen Ruf an die Universität Heidelberg an und bekleidete dort bis zu seiner Emeritierung 1972 das Amt des Direktors des anglistischen Seminars und des Dekans der philosophischen Fakultät. 
Seit 1966 war er Mitglied der Heidelberger Akademie der Wissenschaften. 
Sühnel war Mitglied im Deutschen PEN-Club und der Heidelberger Schurman-Gesellschaft.

## Schriften (Auswahl)
- Die Götter Griechenlands und die deutsche Klassik. Würzburg: Triltsch 1935.
- Hrsg. mit Dieter Riesner: Englische Dichter der Moderne: Ihr Leben und Werk. Schmidt, Berlin 1971, ISBN 3-503-00510-2.
- Der Park als Gesamtkunstwerk des englischen Klassizismus am Beispiel von Stourhead. SB Heidelberger Akademie der Wissenschaften, Phil.-hist. Klasse. Jg. 1977, 4. Abh. Heidelberg 1977. Carl Winter Universitätsverlag. ISBN 3-533-02613-2.
- Make It New. Essays zur literarischen Tradition. Berlin u. a.: Springer 1987. ISBN 3-540-17597-0.
- Quintessenz. Essays zur englischen und amerikanischen Literatur. Hrsg. von Hiltrud und Erwin Poell.  Heidelberg: Mattes 2013. ISBN 978-3-86809-078-9.